# كهف كارامبي
كهف كارامبي هو كهف كبير وجاف نسبيًا من الحجر الجيري الأبيض يقع في أبرشية تريلاوني، جامايكا. يُعتقد أنه ربماأُستخدم من قبل شعب تاينو على الرغم من عدم العثور على دليل على ذلك. يحتوي الكهف على كتابات تاريخية تعود إلى عام 1821.

## التاريخ الطبيعي
يعد كهف كارامبي مَجثم وموطن صغير لخفافيش الفاكهة بالإضافة إلى عدد قليل من أنواع الخفافيش الأخرى. هناك عدة أنواع من اللافقاريات تعيش في الغالب على رواسب ذرق الخفافيش المحدودة. وتشمل هذه بعض الذباب (بشكل رئيسي Neoditomyia farri) وبعض العناكب.
يحتوي الكهف على ثلاث مداخل: المُضيء 18°18′25″N 77°33′47″W / 18.307°N 77.563°W، المُعتم 18°18′22″N 77°33′47″W / 18.306°N 77.563°W، والخلفي 18°18′25″N 77°33′50″W / 18.307°N 77.564°W.

## الأحافير
عُثر على عينة من المنخربات Dictyoconus jontabellensis Vaughan في سطح أحد المداخل في عقد الخمسينيات.

## روابط خارجية
- "Aerial view". ويكيمابيا. مؤرشف من الأصل في 2021-05-15.
- Carambie Cave، Jamaican Caves Organisation